# Piano di cattura
Piano di cattura (Shutter Bugged Cat) è un film del 1967 diretto da Tom Ray. È il trentaduesimo dei 34 cortometraggi animati della serie Tom & Jerry prodotti da Chuck Jones con il suo studio Sib-Tower 12 Productions, distribuito il 23 giugno del 1967 dalla Metro-Goldwyn-Mayer.

## Trama
Tom sta guardando alcune  disavventure tratte dai cortometraggi  Amico a ore, Dichiarazione di guerra, Gatto tutto matto, Caccia a tempo di valzer e L'espresso celeste. Dopo un po' Jerry si unisce a Tom mangiando dei pop-corn, ma il gatto non gradisce la presenza di Jerry e lo chiude dentro la sua tana. Tom intanto decide di costruire la stessa trappola del corto Una trappola per Jerry. Quest'ultimo però riesce a uscire dalla tana e, come nel corto originale, cambia un numero del progetto, facendo cadere la cassaforte in testa a Tom come in passato. Il gatto, con diverse bende, strappa arrabbiato il progetto della trappola, mentre Jerry lo filma.